# Cerithium stercumuscarum
Cerithium stercumuscarum is een slakkensoort uit de familie van de Cerithiidae. De wetenschappelijke naam van de soort is voor het eerst geldig gepubliceerd in 1833 door Valenciennes.